# Tirreno–Adriatico 2011
Die 46. Rad-Fernfahrt Tirreno–Adriatico fand vom 9. bis zum 15. März 2011 statt. Sie war Teil der UCI World Tour 2011 und innerhalb dieser das dritte Rennen nach der Tour Down Under und der Fernfahrt Paris–Nizza, die sich mit Tirreno–Adriatico überschnitt. Die Gesamtdistanz des Rennens betrug 1075 Kilometer.

## Die Teilnehmer
| ProTeams Quickstep Omega Pharma-Lotto Saxo Bank SunGard ag2r La Mondiale Lampre-ISD Liquigas-Cannondale | Pro Team Astana Leopard Trek Rabobank Vacansoleil-DCM Katjuscha Euskaltel-Euskadi | Movistar Team Sky ProCycling BMC Racing Team Garmin-Cervélo HTC-Highroad Team RadioShack |
| Professional Continental Teams Acqua & Sapone Farnese Vini-Neri Sottoli                                 |                                                                                   |                                                                                          |

Startberechtigt waren die 18 ProTeams. Zudem vergab der Organisator RCS zwei Wildcards an die italienischen Professional Continental Teams Acqua & Sapone und Farnese Vini-Neri Sottoli. Gemeldet hatten unter anderem Straßen-Weltmeister Thor Hushovd von Garmin-Cervélo, der belgische Klassikerspezialist Tom Boonen von Quickstep, Zeitfahr-Weltmeister Fabian Cancellara aus der Schweiz von Leopard Trek und auch der italienische Vorjahressieger Stefano Garzelli von Acqua & Sapone. Weitere prominente Starter waren die Sprinter Daniele Bennati, Óscar Freire und Allan Davis, der Zeitfahrer Gustav Larsson, Andy Schleck, der Zweiter bei der Tour de France 2010 wurde, Cadel Evans und Michele Scarponi, der 2010 zeitgleich mit Garzelli Zweiter der Fernfahrt wurde, sowie Edvald Boasson Hagen, Danilo Di Luca und Philippe Gilbert, der das Rennen zur Vorbereitung auf die Frühjahrsklassiker nutzen wollte.

## Die Etappen
Der Streckenverlauf wurde am 9. Februar 2011 der Öffentlichkeit vorgestellt.
Zum ersten Mal fand beim „Rennen zwischen den Meeren“ ein 16,8 Kilometer langes Mannschaftszeitfahren statt, das das Rennen eröffnete. Die beiden folgenden Etappen wurden in weitgehend flachem Terrain ausgefahren. Auf der vierten und fünften Etappe, die mit 240 Kilometern auch die längsten des Rennens waren, wurden auch hügelige Abschnitte passiert, auf dem fünften Abschnitt unter anderem der Sasso Tetto. Die Gesamtwertung wurde endgültig am letzten Tag mit einem Einzelzeitfahren in San Benedetto del Tronto entschieden. Aber auch der vorletzte Tagesabschnitt wartete mit einer Steigung zum Ziel hin auf.
| Etappe    | Tag      | Start–Ziel                       | km   | Typ              | Etappensieger     | Blaues Trikot |
| --------- | -------- | -------------------------------- | ---- | ---------------- | ----------------- | ------------- |
| 1. Etappe | 9. März  | Marina di Carrara – MZF          | 017  |                  | Rabobank          | Lars Boom     |
| 2. Etappe | 10. März | Carrara – Indicatore             | 202  | Flachetappe      | Tyler Farrar      | Tyler Farrar  |
| 3. Etappe | 11. März | Terranuova Bracciolini – Perugia | 189  | Flachetappe      | Juan José Haedo   | Tyler Farrar  |
| 4. Etappe | 12. März | Narni – Chieti                   | 240  | Bergetappe       | Michele Scarponi  | Robert Gesink |
| 5. Etappe | 13. März | Chieti – Castelraimondo          | 240  | Bergetappe       | Philippe Gilbert  | Cadel Evans   |
| 6. Etappe | 14. März | Ussita – Macerata                | 182* | Bergetappe       | Cadel Evans       | Cadel Evans   |
| 7. Etappe | 15. März | San Benedetto del Tronto – EZF   | 09   | Einzelzeitfahren | Fabian Cancellara | Cadel Evans   |

- Die Etappe wurde wegen Straßenarbeiten um vier Kilometer verlängert.

### 1. Etappe, Marina di Carrara (MZF)
|    | Team                | Nation             | Zeit      |
| -- | ------------------- | ------------------ | --------- |
| 1. | Rabobank            | Niederlande        | 18:08 min |
| 2. | Garmin-Cervélo      | Vereinigte Staaten | + 0:09    |
| 3. | HTC-Highroad        | Vereinigte Staaten | + 0:10    |
| 4. | Saxo Bank SunGard   | Danemark           | + 0:11    |
| 5. | Liquigas-Cannondale | Italien            | + 0:22    |

|    | Fahrer              | Nation      | Team     | Zeit         |
| -- | ------------------- | ----------- | -------- | ------------ |
| 1. | Lars Boom           | Niederlande | Rabobank | 18:08 min    |
| 2. | Sebastian Langeveld | Niederlande | Rabobank | gleiche Zeit |
| 3. | Robert Gesink       | Niederlande | Rabobank | gleiche Zeit |
| 4. | Bram Tankink        | Niederlande | Rabobank | gleiche Zeit |
| 5. | Óscar Freire        | Spanien     | Rabobank | gleiche Zeit |

### 2. Etappe, Carrara – Indicatore
|    | Team                | Nation             | Team               | Zeit         |
| -- | ------------------- | ------------------ | ------------------ | ------------ |
| 1. | Tyler Farrar        | Vereinigte Staaten | Garmin-Cervélo     | 4:56:06 h    |
| 2. | Alessandro Petacchi | Italien            | Lampre-ISD         | gleiche Zeit |
| 3. | Juan José Haedo     | Argentinien        | Saxo Bank SunGard  | gleiche Zeit |
| 4. | Mark Renshaw        | Australien         | HTC-Highroad       | gleiche Zeit |
| 5. | Marcel Sieberg      | Deutschland        | Omega Pharma-Lotto | gleiche Zeit |

|    | Fahrer              | Nation             | Team           | Zeit      |
| -- | ------------------- | ------------------ | -------------- | --------- |
| 1. | Tyler Farrar        | Vereinigte Staaten | Garmin-Cervélo | 5:14:13 h |
| 2. | Tom Leezer          | Niederlande        | Rabobank       | + 0:01    |
| 3. | Lars Boom           | Niederlande        | Rabobank       | + 0:01    |
| 4. | Sebastian Langeveld | Niederlande        | Rabobank       | + 0:01    |
| 5. | Óscar Freire        | Spanien            | Rabobank       | + 0:01    |

### 3. Etappe, Terranuova Bracciolini – Perugia
|    | Team                | Nation             | Team                | Zeit         |
| -- | ------------------- | ------------------ | ------------------- | ------------ |
| 1. | Juan José Haedo     | Argentinien        | Saxo Bank SunGard   | 4:39:45 h    |
| 2. | Tyler Farrar        | Vereinigte Staaten | Garmin-Cervélo      | gleiche Zeit |
| 3. | Daniel Oss          | Italien            | Liquigas-Cannondale | gleiche Zeit |
| 4. | Alessandro Petacchi | Italien            | Lampre-ISD          | gleiche Zeit |
| 5. | Mark Renshaw        | Australien         | HTC-Highroad        | gleiche Zeit |

|    | Fahrer          | Nation             | Team              | Zeit      |
| -- | --------------- | ------------------ | ----------------- | --------- |
| 1. | Tyler Farrar    | Vereinigte Staaten | Garmin-Cervélo    | 9:53:51 h |
| 2. | Juan José Haedo | Argentinien        | Saxo Bank SunGard | + 0:05    |
| 3. | Lars Boom       | Niederlande        | Rabobank          | + 0:06    |
| 4. | Óscar Freire    | Spanien            | Rabobank          | + 0:08    |
| 5. | Tom Leezer      | Niederlande        | Rabobank          | + 0:08    |

### 4. Etappe, Narni – Chieti
|    | Team             | Nation     | Team                | Zeit         |
| -- | ---------------- | ---------- | ------------------- | ------------ |
| 1. | Michele Scarponi | Italien    | Lampre-ISD          | 6:10:59 h    |
| 2. | Damiano Cunego   | Italien    | Lampre-ISD          | gleiche Zeit |
| 3. | Cadel Evans      | Australien | BMC Racing Team     | gleiche Zeit |
| 4. | Ivan Basso       | Italien    | Liquigas-Cannondale | + 0:02       |
| 5. | Danilo Di Luca   | Italien    | Katjuscha           | + 0:06       |

|    | Fahrer           | Nation      | Team                | Zeit       |
| -- | ---------------- | ----------- | ------------------- | ---------- |
| 1. | Robert Gesink    | Niederlande | Rabobank            | 16:05:10 h |
| 2. | Cadel Evans      | Australien  | BMC Racing Team     | + 0:10     |
| 3. | Ivan Basso       | Italien     | Liquigas-Cannondale | + 0:12     |
| 4. | Michele Scarponi | Italien     | Lampre-ISD          | + 0:15     |
| 5. | Damiano Cunego   | Italien     | Lampre-ISD          | + 0:19     |

### 5. Etappe, Chieti – Castelraimondo
|    | Team             | Nation      | Team               | Zeit         |
| -- | ---------------- | ----------- | ------------------ | ------------ |
| 1. | Philippe Gilbert | Belgien     | Omega Pharma-Lotto | 6:43:23 h    |
| 2. | Wout Poels       | Niederlande | Vacansoleil-DCM    | gleiche Zeit |
| 3. | Damiano Cunego   | Italien     | Lampre-ISD         | gleiche Zeit |
| 4. | Danilo Di Luca   | Italien     | Katjuscha          | gleiche Zeit |
| 5. | Andrey Amador    | Costa Rica  | Movistar Team      | gleiche Zeit |

|    | Fahrer           | Nation      | Team                | Zeit       |
| -- | ---------------- | ----------- | ------------------- | ---------- |
| 1. | Cadel Evans      | Australien  | BMC Racing Team     | 22:48:45 h |
| 2. | Ivan Basso       | Italien     | Liquigas-Cannondale | + 0:02     |
| 3. | Damiano Cunego   | Italien     | Lampre-ISD          | + 0:03     |
| 4. | Michele Scarponi | Italien     | Lampre-ISD          | + 0:05     |
| 5. | Robert Gesink    | Niederlande | Rabobank            | + 0:05     |

### 6. Etappe, Ussita – Macerata
|    | Team              | Nation     | Team                      | Zeit         |
| -- | ----------------- | ---------- | ------------------------- | ------------ |
| 1. | Cadel Evans       | Australien | BMC Racing Team           | 4:37:58 h    |
| 2. | Giovanni Visconti | Italien    | Farnese Vini-Neri Sottoli | gleiche Zeit |
| 3. | Michele Scarponi  | Italien    | Lampre-ISD                | gleiche Zeit |
| 4. | Vincenzo Nibali   | Italien    | Liquigas-Cannondale       | gleiche Zeit |
| 5. | Ivan Basso        | Italien    | Liquigas-Cannondale       | gleiche Zeit |

|    | Fahrer           | Nation      | Team                | Zeit       |
| -- | ---------------- | ----------- | ------------------- | ---------- |
| 1. | Cadel Evans      | Australien  | BMC Racing Team     | 27:26:33 h |
| 2. | Michele Scarponi | Italien     | Lampre-ISD          | + 0:09     |
| 3. | Ivan Basso       | Italien     | Liquigas-Cannondale | + 0:12     |
| 4. | Robert Gesink    | Niederlande | Rabobank            | + 0:15     |
| 5. | Vincenzo Nibali  | Italien     | Liquigas-Cannondale | + 0:21     |

### 7. Etappe, San Benedetto del Tronto (EZF)
|    | Team              | Nation      | Team         | Zeit      |
| -- | ----------------- | ----------- | ------------ | --------- |
| 1. | Fabian Cancellara | Schweiz     | Leopard Trek | 10:33 min |
| 2. | Lars Boom         | Niederlande | Rabobank     | + 0:09    |
| 3. | Adriano Malori    | Italien     | Lampre-ISD   | + 0:19    |
| 4. | Rick Flens        | Niederlande | Rabobank     | + 0:20    |
| 5. | Bert Grabsch      | Deutschland | HTC-Highroad | + 0:22    |

|    | Fahrer           | Nation      | Team                | Zeit       |
| -- | ---------------- | ----------- | ------------------- | ---------- |
| 1. | Cadel Evans      | Australien  | BMC Racing Team     | 27:37:37 h |
| 2. | Robert Gesink    | Niederlande | Rabobank            | + 0:11     |
| 3. | Michele Scarponi | Italien     | Lampre-ISD          | + 0:15     |
| 4. | Ivan Basso       | Italien     | Liquigas-Cannondale | + 0:24     |
| 5. | Vincenzo Nibali  | Italien     | Liquigas-Cannondale | + 0:30     |

## Wertungen
Für die Punktewertungen gab es folgende Punktverteilung:
Zwischensprints
1: 3 Sekunden, 5 Punkte
2: 2 Sekunden, 3 Punkte
3: 1 Sekunden, 2 Punkte
4: 1 Punkt
Zielsprint
1: 10 Sekunden, 12 Punkte
2: 06 Sekunden, 10 Punkte
3: 04 Sekunden, 8 Punkte
4 - 10: 7- 6- 5- 4- 3- 2- 1
Bergwertungen
1: 5 Punkte
2: 3 Punkte
3: 2 Punkte
4: 1 Punkte

### Wertungen im Tourverlauf
Die Tabelle zeigt den Führenden in der jeweiligen Wertung nach der jeweiligen Etappe an.
| Etappe | Gesamtwertung | Sprintwertung    | Bergwertung      | Nachwuchswertung | Teamwertung         |
| ------ | ------------- | ---------------- | ---------------- | ---------------- | ------------------- |
| 1.     | Lars Boom     | nicht vergeben   | nicht vergeben   | Robert Gesink    | Rabobank            |
| 2.     | Tyler Farrar  | Tyler Farrar     | Javier Aramendia | Robert Gesink    | Rabobank            |
| 3.     | Tyler Farrar  | Tyler Farrar     | Javier Aramendia | Robert Gesink    | Rabobank            |
| 4.     | Robert Gesink | Tyler Farrar     | Javier Aramendia | Robert Gesink    | Liquigas-Cannondale |
| 5.     | Cadel Evans   | Michele Scarponi | Davide Malacarne | Robert Gesink    | Liquigas-Cannondale |
| 6.     | Cadel Evans   | Michele Scarponi | Davide Malacarne | Robert Gesink    | Liquigas-Cannondale |
| 7.     | Cadel Evans   | Michele Scarponi | Davide Malacarne | Robert Gesink    | Liquigas-Cannondale |

## Endstand
Nach dem etwas überraschenden Sieg der Mannschaft Rabobank beim Teamzeitfahren spielte der Amerikaner Tyler Farrar seine Sprintstärke aus und eroberte mit einem Etappensieg und einem zweiten Rang das Blaue Trikot. Vorarbeiter war ihm dabei Weltmeister Thor Hushovd. Als es in die Abruzzen ging, eroberte Gesink des Führungstrikot, doch wegen einer kleinen Schwäche auf der fünften Etappe übernahm Evans die Gesamtführung und festigte diese mit seinem Tagessieg. Stark an den Anstiegen zeigten sich der Vorjahreszweite Michele Scarponi und Damiano Cunego von Lampre-ISD. Wegen ihrer Zeitfahrschwäche reichte das aber nicht, um den starken Evans zu bezwingen. Keine Rolle spielte hingegen der Vorjahressieger Stefano Garzelli, der weder im ansteigenden Gelände noch im Zeitfahren ganz vorne mit dabei war. Überraschend kam auch, dass Ivan Basso im kurzen Abschlusszeitfahren noch Zeit und Plätze verlor. Im Zeitfahren zeigte dagegen nicht nur Sieger Fabian Cancellara seine Klasse, sondern auch Robert Gesink, der 2011 schon das Zeitfahren der Tour of Oman für sich entschieden hatte. Das blaue Trikot eroberte aber der Australier Evans, der wie im Vorjahr als Dritter des Rennens gute Frühform zeigte.